# Борноволоковы
Борноволо́ковы — русский дворянский род. Род Борноволоковых принадлежал к столбовому дворянству. Имел не менее десяти ветвей, объединённых географической близостью (Галичский уезд Костромской губернии). Первые Борноволоковы упоминаются в XVI веке: Никифор Васильевич Борноволоков находился в Казанском походе в 1544 г., а в 1551 г. — в Полоцком.
Род Борноволоковых записан в VI часть родословных книг Ярославской и Костромской губерний.

## Ветви рода
Первая ветвь
Вотчина в усадьбе Колычево Галичского уезда на реке Кистеге. Происходит от Ивана Третьяковича Бороноволокова, который жил в Галиче в XVI в. Его сын Прокофий в 1634 г. убит при осаде Смоленска в 1634 г. и в 1630 г. числился как «беспоместный» галичский дворянин. Правнук Прокофия, чухломской уездный судья Пётр Андреевич Борноволоков участвовал в Северной секретной экспедиции под руководством В. Я. Чичагова.
Вторая ветвь
Вотчина в усадьбе Рачутино Галичского уезда на реке Кистеге. Происходит от Услюма Никитича Бороноволокова, который жил в Галиче в XVI в. как дворянин и помещик. В XVII веке Борноволоковы служили в стольниках. В числе владельцев населённого имения в 1692 году значатся трое Борноволоковых, из которых двое правнуков Услюма, Никита и Иван Никитичи, были стольниками Петра I.
- Никита Смирнович Борноволоков — сын галичского дворянина Смирного (в крещении Карпа) Услюмовича Бороноволокова, служил в Севске в 1668—1669 гг., Путивле в 1676—1677 гг., Чигирине в 1678—1679 гг., был в Троицком походе[4] 1683 г.
- Иван Никитич Борноволоков (1674 — после 1739) — стольник с 1692 г., в 1717 г. капитан Тамбовского пехотного полка, в 1733 г. майор в отставке, исправляющий должность костромского воеводы.
- Иван Михайлович Борноволоков — пермский вице-губернатор, в 1740—1741 гг. костромской воевода, с 1779 г. — костромской губернский прокурор, внук Ивана Никитича.
- Тертий Степанович Борноволоков (1764—1813) — писатель, химик, геолог, экономист, член-корреспондент Академии наук, вологодский губернский прокурор, правнук Ивана Никитича.

Третья и четвёртая ветви
Вотчина в усадьбах Колычево, Чудиново Галичского уезда. Вероятна связь с первой ветвью, но она документально не прослеживается. Происходят от Дмитрия Борноволокова, проживавшего в Чудиново в середине XVIII в.
С пятой по десятую ветви
Различные ветви, упоминаемые в документах XVII в., происходящие от Третьяка, Давыда, Феоктиста, Изюма, Андрея и Герасима Бороноволоковых, соответственно. Гневаш Давыдович и Афанасий Изюмович погибли под Смоленском в 1634 г.
В родословной росписи, составленной И. М. Борноволоковым в 1795 г., указаны правнуки основателя рода, Вавилы Бороноволокова, сыновья Никиты Васильевича, жившего в XVI веке: Третьяк, Изум, Несмеян, Услюм и Путило, — от которых и происходят все 10 ветвей (Иван из первой ветви и Давыд — сыновья Третьяка, Феоктист — внук Ивана из первой ветви, Гневаш и Афанасий указаны как сыновья Давыда). Возможно, Никита Васильевич и Никифор Васильевич (участник Казанского и Полоцкого походов) — одно и то же лицо.

## Известные представители без отнесения к ветвям
- При осаде Смоленска в 1634 году убиты в сражении: Прокопий и Грязной Ивановичи, Афанасий Изюмович, Гнедаш Давыдович Борноволоковы[2]
- Борноволоков Пётр Васильевич — московский дворянин в 1658 г.
- Борноволоков Фёдор Смирнович — московский дворянин в 1678—1692 г.
- Борноволоковы Никита и Григорий Никитичи — стольники в 1692 г.
- Борноволоков Иван Григорьевич — стряпчий в 1692 г.[5]